# Pichoune
Pichoune, auch Quart, war ein Volumenmaß für Flüssigkeiten in Marseille und Tunis. Es war ein Weinmaß.
- Marseille: 1 Pichoune = 0,2654 Liter
- Tunis: 1 Pichoune = 0,2643 Liter

Die Maßkette war
- 1 Millerolle = 4 Escandaux = 60 Pots = 240 Pichounes/Quarts = 63,6982 Liter